# Sungha Jung
Sungha Jung (* 2. September 1996 in Cheongju) ist ein südkoreanischer Fingerstyle-Gitarrist, der bereits als früher Teenager vor allem durch seine Videos auf YouTube bekannt wurde.

## Leben
Er begann bereits mit 9 Jahren Gitarre zu spielen. Das Fingerstyle brachte er sich von seinem Vater und unter anderem selber bei. Nachdem er zunächst mit leichten Liedern anfing und in der ersten Zeit Kompositionen erst nur nachspielte, begann er später auch selbst zu arrangieren und zu komponieren. Seit seiner gestiegenen Bekanntheit arbeitet Jung gelegentlich mit anderen Musikern zusammen, mit denen in der Vergangenheit auch einige Auftritte stattfanden, beispielsweise mit Sérgio Mendes, Patti LaBelle und Jason Mraz. Mit 2NE1 nahm er Akustikversionen zweier ihrer Lieder auf.

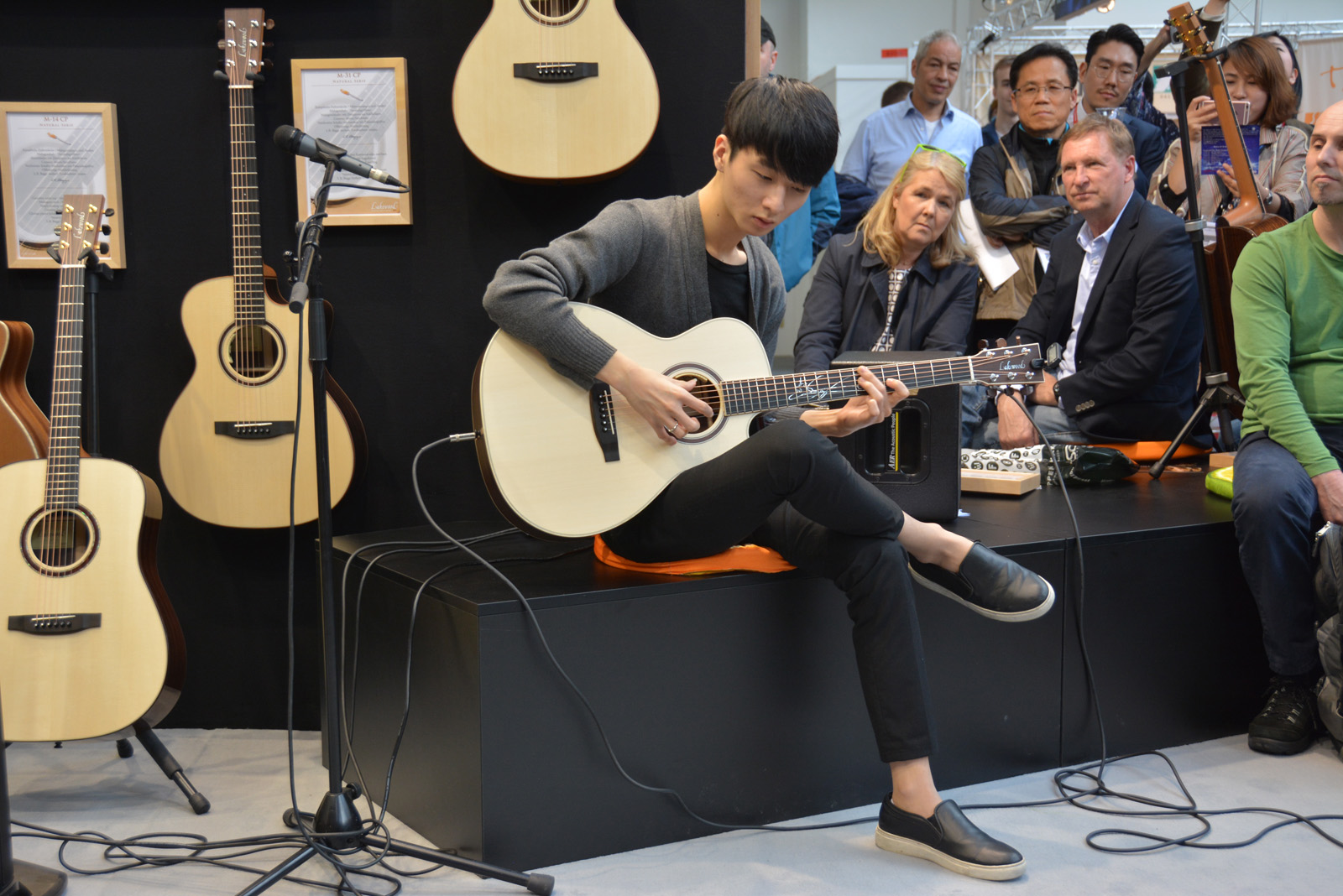
Sungha Jung auf der Musikmesse Frankfurt am Stand von Lakewood Guitars 2016

Sungha Jung spielt Lieder verschiedener Stilrichtungen auf seiner Westerngitarre nach. Die Stücke arrangiert er zum Teil selbst, einige komponiert er selbst. Seit September 2006 lädt er Videos hoch. Die etwa 600 Videos auf YouTube sind vor allem in Südkorea sehr erfolgreich. Im September 2008 teilte Yoko Ono in ihrem Blog ein Video Jungs des Beatles-Liedes All You Need Is Love mit dem Kommentar „John Lennon would have been happy that you performed his song so well.“ Im Oktober 2008, als Jung zwölf Jahre alt war, wurde „Pirates Of The Caribbean“ hochgeladen und konnte im November 2012 bereits mehr als 35 Millionen Aufrufe vorweisen. Im Februar 2009 gab er sein erstes professionelles Solokonzert in Seoul. Nach Auftritten in Frankfurt und Bangkok folgte 2010 eine Nordamerika-Tournee mit Trace Bundy. Jung war der erste Koreaner, der mit seinem Youtube-Kanal über 100 Millionen Klicks erreichte. Im Juni 2010 brachte er sein erstes Album „Perfect Blue“ heraus, das von den deutschen Musikern Ulli Bögershausen und Thomas Kessler produziert wurde. Im September 2011 erschien sein zweites Album „Irony“. Am 15. April 2013 kam das dritte Album „Paint It Acoustic“ heraus.

## Gitarren
Seine erste Gitarre kaufte er sich von seinem eigenen Taschengeld für 60 $. Sie war für ihn eine Art Spielzeug. Als sein Vater seine Fortschritte bemerkte, kaufte er eine bessere Gitarre, eine Cort Earth900. Diese war allerdings größer und er konnte sie nicht bequem halten, aber konnte trotzdem gut darauf spielen. Sungha Jung wollte eine handgefertigte Gitarre für seine Größe, welche nicht einfach zu bekommen war. Die südkoreanische Firma Selma Guitar wurde auf ihn aufmerksam und baute diese für ihn. Diese Gitarre wurde bekannt als die signierte Gitarre, denn Thomas Leeb schrieb auf sie, „Keep on Grooving, To my Friend, Thomas Leeb“. Seit einigen Jahren ist Sungha Jung nun Endorser der Firma Lakewood Guitars, die für ihn auch ein Signature-Modell mit seiner Unterschrift auf dem Griffbrett herausgebracht hat.

## Diskografie
Alben
- 2010: Perfect Blue
- 2011: Irony
- 2012: The Duets
- 2013: Paint It Acoustic
- 2014: Monologue
- 2015: Two of Me
- 2016: L’Atelier
- 2017: Mixtape
- 2018: Andante
- 2019: Sungha Jung Cover Compilation 1
- 2019: Sungha Jung Cover Compilation 2
- 2019: Sungha Jung Cover Compilation 3
- 2019: Sungha Jung Cover Compilation 4
- 2019: Sungha Jung Cover Compilation 5
- 2021: Sungha Jung Cover Compilation 6
- 2021: Sungha Jung Cover Compilation 7
- 2021: Sungha Jung Cover Compilation 8
- 2021: Sungha Jung Cover Compilation 9
- 2022: Poetry